# Cuervea crenulata
Cuervea crenulata är en benvedsväxtart som beskrevs av A.M.W. Mennega. Cuervea crenulata ingår i släktet Cuervea och familjen Celastraceae. Inga underarter finns listade.